# Hemisilurus mekongensis
Hemisilurus mekongensis és una espècie de peix de la família dels silúrids i de l'ordre dels siluriformes.

## Morfologia
- Els mascles poden assolir 80 cm de longitud total.[1][2]

## Alimentació
Menja cucs, plantes, insectes i restes animals.

## Hàbitat
És un peix d'aigua dolça i de clima tropical.

## Distribució geogràfica
Es troba a Àsia: és una espècie de peix endèmica de la conca del riu Mekong.

## Ús comercial
És venut fresc.